# Wolfgang Ipolt
Wolfgang Ipolt (Gotha, Turingia, 17 de marzo de 1954) es un prelado católico alemán. Desde 2011 se desempeña como obispo de Görlitz.

## Biografía
Después de estudiar teología en Érfurt, Ipolt fue ordenado sacerdote el 30 de junio de 1979 por el obispo Hugo Aufderbeck  en la catedral de Érfurt; luego nombrado capellán en Worbis. En 1985, Ipolt fue nombrado párroco en la parroquia de San Lorenzo en Érfurt, y en 1989 fue nombrado canciller del seminario de Érfurt y de la escuela central de formación de la República Democrática Alemana. Al mismo tiempo, obtuvo la licenciatura en teología y teología pastoral con una tesis sobre la catequesis. En 1992, Ipolt se desempeñó como sacerdote en Nordhausen y en 2001 fue nombrado canónigo de la catedral de Érfurt.
En noviembre de 2004 fue nombrado sucesor de Ulrich Werbs como director del seminario regional de Érfurt, el único centro de formación para el sacerdocio en el territorio de la antigua RDA. Al mismo tiempo enseñó teología católica y teología espiritual en la Universidad de Erfurt.
El 18 de junio de 2011, el Papa Benedicto XVI lo nombró obispo de Görlitz. Recibió la consagración episcopal de manos del arzobispo de Berlín, Rainer Woelki, el 28 de agosto de 2011 en la Catedral de Santiago, en Görlitz.

## Posturas
Ipolt ha rechazado la bendición de la Iglesia a las parejas homosexuales.
Ipolt rechaza profundamente también la ordenación de mujeres al sacerdocio. En el Camino Sinodal de 2022 y 2023, votó en contra tanto de una revisión de la exclusión de las mujeres del sacerdocio como del acceso de las mujeres al diaconado.